# العلاقات السيشلية النيوزيلندية
العلاقات السيشلية النيوزيلندية هي العلاقات الثنائية التي تجمع بين سيشل ونيوزيلندا.

## مقارنة بين البلدين
هذه مقارنة عامة ومرجعية للدولتين:
| وجه المقارنة                                              | سيشل                                                | نيوزيلندا                                              |
| --------------------------------------------------------- | --------------------------------------------------- | ------------------------------------------------------ |
| المساحة (كم2)                                             | 459                                                 | 268.02 ألف                                             |
| عدد السكان (نسمة)                                         | 95.84 ألف                                           | 4.24 مليون                                             |
| الكثافة السكانية (ن./كم²)                                 | 20.88 ألف                                           | 15.82                                                  |
| العاصمة                                                   | فيكتوريا                                            | ويلينغتون، أوكلاند                                     |
| اللغة الرسمية                                             | لغة فرنسية، لغة إنجليزية، اللغة الكريولية السيشيلية | لغة إنجليزية، اللغة الماورية، لغة الإشارة النيوزيلندية |
| العملة                                                    | روبية سيشلية                                        | دولار نيوزيلندي، الجنيه النيوزيلندي                    |
| الناتج المحلي الإجمالي (بليون دولار)                      | 1.49 مليار                                          | 205.85 مليار                                           |
| الناتج المحلي الإجمالي (تعادل القوة الشرائية) بليون دولار | 2.54 مليار                                          |                                                        |
| الناتج المحلي الإجمالي الاسمي للفرد دولار أمريكي          | 15.48 ألف                                           |                                                        |
| الناتج المحلي الإجمالي للفرد دولار أمريكي                 | 26.42 ألف                                           |                                                        |
| مؤشر التنمية البشرية                                      | 0.772                                               | 0.914                                                  |
| رمز المكالمات الدولي                                      | +248                                                | +64                                                    |
| رمز الإنترنت                                              | .sc                                                 | .nz                                                    |
| المنطقة الزمنية                                           | ت ع م+04:00                                         | ت ع م+13:00، ت ع م+12:00                               |

## منظمات دولية مشتركة
يشترك البلدان في عضوية مجموعة من المنظمات الدولية، منها:
| علم المنظمة | اسم المنظمة                               | تاريخ انضمام سيشل | تاريخ انضمام نيوزيلندا |
| ----------- | ----------------------------------------- | ----------------- | ---------------------- |
|             | يونسكو                                    | 18 أكتوبر 1976    | 4 نوفمبر 1946          |
|             | وكالة ضمان الاستثمار متعدد الأطراف        | 15 سبتمبر 1992    | 22 أبريل 2008          |
|             | الأمم المتحدة                             | 21 سبتمبر 1976    | 24 أكتوبر 1945         |
|             | دول الكومنولث                             | 1976              | ?                      |
|             | الفريق المعني برصد الأرض                  | ?                 | ?                      |
|             | الاتحاد البريدي العالمي                   | ?                 | ?                      |
|             | البنك الدولي للإنشاء والتعمير             | 29 سبتمبر 1980    | 31 أغسطس 1961          |
|             | الاتحاد الدولي للاتصالات                  | 17 سبتمبر 1999    | 3 يونيو 1878           |
|             | منظمة حظر الأسلحة الكيميائية              | 29 أبريل 1997     | ?                      |
|             | مؤسسة التمويل الدولية                     | 11 يونيو 1981     | 31 أغسطس 1961          |
|             | المركز الدولي لتسوية المنازعات الاستشارية | 19 أبريل 1978     | 2 مايو 1980            |
|             | منظمة الشرطة الجنائية الدولية             | 1 سبتمبر 1977     | ?                      |

## وصلات خارجية
- موقع وزارة الخارجية السيشلية
- موقع وزارة الخارجية النيوزيلندية